# Fiestas Goyescas
Las Fiestas Goyescas son unas fiestas celebradas en Zaragoza, como homenaje al artista aragonés Francisco de Goya, que tuvieron su primera edición en 2022. Se celebran durante todo un fin de semana del mes de mayo. 

## Historia
La primera edición de las Fiestas Goyescas se celebró con motivo de hacer a Zaragoza ciudad de Goya, ya que es la ciudad del pintor.[cita requerida]
Se organizan con el objetivo de organizar una programación de actividades y de cultura en torno a la figura de Francisco de Goya, como homenaje y proyección del pintor. 
La Primera Edición tuvo como acto más importante la presentación de dos nuevos personajes a la Comparsa de Gigantes de Zaragoza, Francisco de Goya y su esposa, Josefina Bayeu.

## Actos
Las Fiestas Goyescas comienzan con el Desfile Inaugural, en el que participan actores, compañías, asociaciones culturales y grupos folclóricos por las calles de Zaragoza. Comienza al otro lado del Río Ebro, en el barrio del Arrabal, para llegar a la Plaza del Pilar para dar la lectura de inicio desde el balcón del Ayuntamiento de Zaragoza.
Otro de los éxitos es la proyección del vídeo-mapping en la fachada del Ayuntamiento de Zaragoza por las noches. Una proyección que narra la vida de Francisco de Goya en Zaragoza, sus obras y sus éxitos. 
La Comparsa de Gigantes de Zaragoza también participa en el fin de semana de las Fiestas Goyescas, con una salida por las calles del centro de Zaragoza. En su primera edición fueron protagonistas, se incorporaron las figuras de Francisco de Goya y su esposa, Josefina Bayeu, ambos obra de las artistas Ana Nicolás y Ana Sanagustín. A la presentación acudieron los gigantes de Teruel.
Las Fiestas Goyescas finalizaron su primera edición, con un toque de tambores, bombos y timbales, de las diferentes Cofradías y Hermandades de la Semana Santa de Zaragoza.